# Gimnastyka akrobatyczna

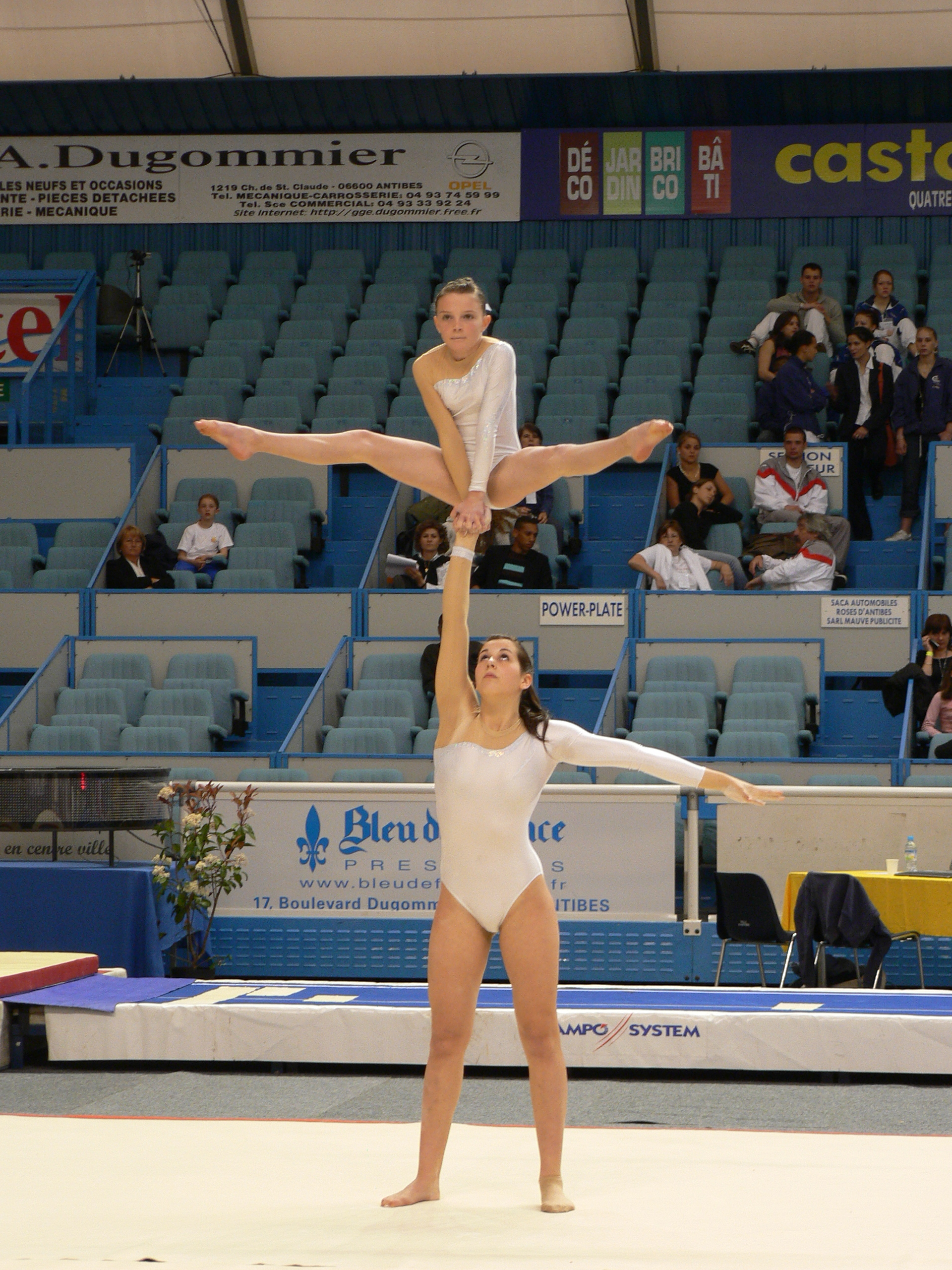
Układ pary akrobatek sportowych

Akrobatyka sportowa – dyscyplina sportowa, która polega na wykonywaniu układów ćwiczeń gimnastycznych o dużym stopniu trudności, obejmuje ćwiczenia kobiet i mężczyzn w parach i grupach, a także ćwiczenia indywidualne i synchroniczne przy wykorzystaniu m.in. trampoliny i ścieżek.

## Wstęp
Akrobatyka sportowa obejmuje:

### Skoki na trampolinie
Pierwsze zawody akrobatyczne rozegrano w 1925 r. w Niemczech, a w 1932 r. skoki akrobatyczne mężczyzn dołączono do dyscyplin sportowych rozgrywanych podczas igrzysk olimpijskich w Los Angeles. Następnie wykreślono je z programu igrzysk i ponownie skoki na batucie włączono podczas letnich igrzysk w Sydney w 2000 r..
Polegają na wykonywaniu ewolucji w powietrzu po odbiciu się od sprężystej powierzchni – batutu. Zawodnik wykonuje 2 układy, jeden obowiązkowy oraz jeden dowolny. Każdy z nich składa się z 10 różnych elementów. Skoki na trampolinie wykonywane przez kobiety oraz mężczyzn zarówno w konkurencji indywidualnej, jak i synchronicznej, podczas której dwóch zawodników wykonuje układy równocześnie na dwóch równoległych trampolinach. Jest sześć klas, w których startują zawodnicy, w zależności od wieku: Pierwszy Krok, klasa młodzieżowa: klasa III, klasa II, klasa I oraz klasa mistrzowska.

### Skoki na ścieżce
Zostały zaliczone do akrobatyki sportowej w 1998 r. Dyscyplina ta charakteryzuje się wysoką dynamiką i szybkością wykonywanych elementów. Elementy akrobatyczne wykonywane są z rąk na stopy i ze stóp na stopy w przód i w tył. Zawody rozgrywane są w kategorii kobiet i mężczyzn indywidualnie i drużynowo (drużyna składa się z trzech lub czterech zawodników). Podczas zawodów na ścieżce o długości 25 m (plus dobieg 10 m) i szerokości 1,5 m zawodnik wykonuje 4 (3 w zawodach drużynowych) układy skoków z których każdy składa się z 8 elementów (klasy od 2 do Mistrzowskiej) wykonywanych po kolei bez przerwy. Pierwszy układ eliminacyjny to tzw. układ salt. Elementy w tym układzie nie mogą zawierać więcej niż 180 stopni obrotu wokół własnej osi (pół śruby). Drugi układ to tzw. układ śrubowy, w tym układzie dozwolone są obroty powyżej pół śruby i dodatkowo muszą być wykonane co najmniej dwa salta z obrotem co najmniej o 360 stopni (pełna śruba). Układy 3 i 4 są układami finałowymi w których wykonywane elementy są dowolne jednak każdy układ musi być zakończony saltem.

### Ćwiczenia zespołowe
Ćwiczenia zespołowe składają się z pięciu konkurencji: dwójek kobiet, mężczyzn i par mieszanych, trójek kobiet, czwórek mężczyzn.
Układy w ćwiczeniach zespołowych wykonywane są na kwadratowej planszy gimnastycznej o boku 12 metrów przy muzycznym akompaniamencie. W układach wykonywane są elementy zespołowe oraz indywidualne wplecione w choreograficzną kompozycje układu. Maksymalny czas trwania układu wynosi dwie i pół minuty. Układy dzielą się na trzy grupy:
Układ Statyczny. Jest to układ w którym elementy zespołowe charakteryzują się ciągłym kontaktem partnerów. Jeden z zawodników (górny) wykonuje pozycje statyczne takie jak stania na rękach będąc podtrzymywanym przez jednego bądź więcej zawodników (dolni). Górny wykonując pozycje statyczne musi zademonstrować opanowanie i kontrolę ćwiczeń poprzez utrzymywanie ich w bezruchu przez co najmniej 3 sekundy. Elementy indywidualne pokazują gibkość oraz statyczność zawodników, a salta zakończone są pozami takimi jak klęk, szpagat itp.
Układ Dynamiczny. W tym układzie elementami zespołowymi są salta wykonywane przez jednego zawodnika (górnego), gdzie dolni wyrzucają go, by nadać mu odpowiednią wysokość, a również go łapią. Oprócz tego wszyscy zawodnicy wykonują elementy indywidualne, które mogą, ale nie muszą być saltami.
Układ Kombinowany. Jest kompozycją układów statycznego i dynamicznego. Zespół wykonując ćwiczenia zespołowe i indywidualne obu typów musi zademonstrować równowagę pomiędzy nimi a również spełnić wymagania dotyczące obu układów.

### Skoki na podwójnej mini trampolinie, tzw. mini-double
Ocena sędziowska polega na odejmowaniu od wyjściowej noty 10 punktów za każdy popełniony błąd.
Zawodnik biegnie po około 20 metrowym rozbiegu aby wskoczyć na trampolinę, na której wykonuje pierwsze salto. Następnie ląduje na trampolinie i wykonuje drugi element kończąc go lądowaniem na materacu.

### Historia
W 1964 r. została utworzona Międzynarodowa Federacja Trampoliny (FIT – International Trampoline Federation). W 1973 r. powołano Międzynarodową Federację Akrobatyki Sportowej (IFSA – International Federation of Sports Acrobatics). W 1974 r. w Moskwie miały miejsce pierwsze mistrzostwa świata w tej dyscyplinie, a w 1978 mistrzostwa Europy. W 1975 r. odbył się pierwszy Puchar Świata zorganizowany w Widnau (Szwajcaria). Podczas Kongresu IFSA w 1998 r. rozwiązano Międzynarodową Federację Akrobatyki Sportowej i od 1999 r. jej struktury przyłączono do Międzynarodowej Federacji Gimnastyki (FIG – Fédération Internationale de Gymnastique).
W Polsce akrobatyka sportowa jako dyscyplina sportowa została wyodrębniona w 1951 r., kiedy powstał Komitet Gimnastyki Artystycznej i Akrobatyki przy Głównej Komitecie Kultury Fizycznej i Turystyki. Akrobatów i działaczy tego sportu zrzesza Polski Związek Akrobatyki Sportowej, który powstał w 1957. Pierwsze Mistrzostwa Polski miały miejsce w 1955 w Białymstoku. W 1995 we Wrocławiu zostały zorganizowane XII Mistrzostwa Świata Seniorów.

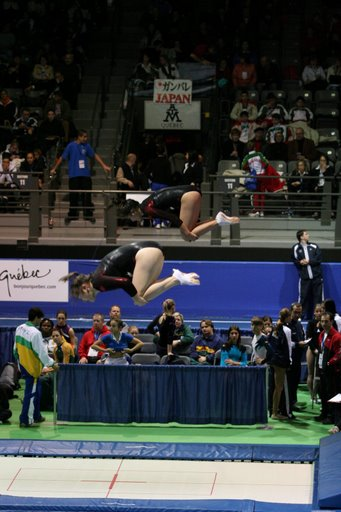
Synchroniczne skoki na trampolinie kobiet

## Mistrzowie świata w akrobatyce sportowej (FIG)

### Dwójki kobiet
- 1974 – S.Spasowa, K.Leczewa ( Bułgaria)
- 1986 – S.Kostowa, I.Bakałowa ( Bułgaria)
- 1988 – Milena Daczewa, Nikolina Kolewa ( Bułgaria)
- 1990 – Jelena Drożina, Sulfia Alimowa ( ZSRR)
- 1992 – Ludmiła Winnikowa, Irina Pajutowa ( WNP)
- 1994 – Chen Mei, Liang Haiqiong ( Chiny)
- 1995 – Brygida Sakowska, Ewelina Fijołek ( Polska)
- 1996 – Chen Mei, Liang Haiqiong ( Chiny)
- 1997 – Liao Xinxin, Lao Peiling ( Chiny)
- 1998 – Ludmiła Kowalczuk, Irina Wisznewskaja ( Ukraina)
- 1999 – Anna Mochowa, Julia Łopatkina ( Rosja)
- 2000 – Anna Mochowa, Julia Łopatkina ( Rosja)
- 2002 – Anna Mochowa, Julia Łopatkina ( Rosja)
- 2004 – Anna Mochowa, Julia Łopatkina ( Rosja)
- 2006 – Kaciaryna Muraszko, Alina Juszko ( Białoruś)
- 2008 – Kaciaryna Muraszko, Alina Juszko ( Białoruś)
- 2010 – Katerina Sytnikowa, Anastasya Melnychenko ( Ukraina)
- 2012 – Katerina Sytnikowa, Anastasya Melnychenko ( Ukraina)
- 2014 – Eline De Smedt, Nikki Snel ( Belgia)
- 2016 – Daria Guryeva, Daria Kalinina ( Rosja)
- 2018 – Daria Guryeva, Daria Kalinina ( Rosja)
- 2020 (2021) – Rita Ferreira, Rita Teixeira ( Portugalia)
- 2022 – Rita Ferreira, Rita Teixeira ( Portugalia)

### Trójki kobiet
- 1974 –  ZSRR
- 1986 –  Bułgaria
- 1988 –  Bułgaria
- 1990 –  Bułgaria
- 1992 –  Bułgaria,  WNP
- 1994 –  Chiny
- 1995 –  Chiny
- 1996 –  Chiny,  Ukraina
- 1997 –  Rosja
- 1998 –  Polska
- 1999 –  Ukraina
- 2000 –  Rosja
- 2002 –  Rosja
- 2004 –  Rosja
- 2006 –  Rosja
- 2008 –  Rosja
- 2010 –  Rosja
- 2012 –  Rosja
- 2014 –  Wielka Brytania
- 2016 –  Rosja
- 2018 –  Rosja
- 2020 (2021) –  Rosja (RGF)
- 2022 –  Belgia

### Dwójki Mężczyzn
- 1974 – Władimir Alimanow, Władimir Nazarow ( ZSRR)
- 1986 – Walerij Lapunow, Sergiej Cziżewski ( ZSRR)
- 1988 – Walerij Lapunow, Siergiej Cziżewski ( ZSRR)
- 1990 – G. Zerizenko, Jurij Stepczenkow ( ZSRR)
- 1992 – Cao Fensu, Huang Hai ( Chiny)
- 1994 – Cao Fensu, Huang Hai ( Chiny)
- 1996 – Song Min, Li Renjie ( Chiny)
- 1997 – Song Min, Li Renjie ( Chiny)
- 1998 – Mark Flores, Martyn Smith ( Wielka Brytania)
- 1999 – Song Min, Li Renjie ( Chiny)
- 2000 – Aleksiej Anikin, Siergiej Batrakow ( Rosja)
- 2002 – Song Min, Li Renjie ( Chiny)
- 2004 – Erwin Miednikow, Aleksiej Moczeczkin ( Rosja)
- 2006 – Mykoła Szczerbak, Serhij Popow ( Ukraina)
- 2008 – Mykoła Szczerbak, Serhij Popow ( Ukraina)
- 2010 – Douglas Fordyce, Edward Upcott ( Wielka Brytania)
- 2012 – Aleksei Dudchenko, Kontastin Pilipchuk ( Rosja)
- 2014 – Aleksei Dudchenko, Kontastin Pilipchuk ( Rosja)
- 2016 – Nikolay Suprunov, Igor Mishev ( Rosja)
- 2018 – Nikolay Suprunov, Igor Mishev ( Rosja)
- 2020 (2021) – Timofei Ivanov, Maksim Karavaev ( Rosja - RGF)
- 2022 – Angel Felix, Braiden Mcdougall ( Stany Zjednoczone)

### Dwójki mieszane
- 1974 – G.Sawieliewa, J.Sawieliew ( ZSRR)
- 1986 – I.Miller, E.Marczenko ( ZSRR)
- 1988 – Migłena Basczewa, Swetełosar Żeliaskow ( Bułgaria)
- 1990 – Wu Xiangdong, Li Yijia ( Chiny), Natalia Redkowa, Jewgienij Marczenko ( ZSRR)
- 1992 – Zhu H., Li Z. ( Chiny)
- 1994 – Jia Jianzhong, Guan Bei ( Chiny)
- 1995 – Kapka Todorowa, Iwajła Kacow ( Bułgaria)
- 1996 – Oksana Jasenko, Walerij Knijasew ( Rosja)
- 1997 – Oksana Jasenko, Edward Pereljugin ( Rosja)
- 1998 – Rebecca Law, Neil Griffiths ( Wielka Brytania)
- 1999 – Polina Lymarewa, Andriej Jakowlew ( Rosja)
- 2000 – Polina Lymarewa, Andriej Jakowlew ( Rosja)
- 2002 – Shenea Booth, Arthur Davis ( Stany Zjednoczone), Jelena Kirianowa, Jurij Trubicyn ( Rosja)
- 2004 – Shenea Booth, Arthur Davis ( Stany Zjednoczone)
- 2006 – Anna Kaczałowa, Rewaz Gurgenidze ( Rosja)
- 2008 – Olga Swiridowa, Stanisław Babarykin ( Rosja)
- 2010 – Kristin Allen, Michael Rodrigues ( Stany Zjednoczone)
- 2012 – Laure De Pryck, Nicolas Vleeshouwers ( Belgia)
- 2014 – Marina Chernova, Revaz Guergenidze ( Rosja)
- 2016 – Marina Chernova, Georgii Pataraia ( Rosja)
- 2018 – Marina Chernova, Georgii Pataraia ( Rosja)
- 2022 – Helena Heijens, Bram Roettger ( Belgia)

### Czwórki mężczyzn
- 1974 –  ZSRR
- 1986 –  ZSRR
- 1988 –  Chiny,  ZSRR
- 1990 –  ZSRR
- 1992 –  WNP
- 1994 –  Chiny
- 1995 –  Chiny
- 1996 –  Bułgaria,  Rosja
- 1997 –  Rosja
- 1998 –  Rosja
- 1999 –  Chiny
- 2000 –  Chiny
- 2002 –  Rosja
- 2004 –  Rosja
- 2006 –  Wielka Brytania
- 2008 –  Rosja
- 2010 –  Wielka Brytania
- 2012 –  Wielka Brytania
- 2014 –  Chiny
- 2016 –  Chiny
- 2018 –  Izrael
- 2020 (2021) –  Rosja (RGF)
- 2022 –  Wielka Brytania

## Mistrzowie świata w skokach na ścieżce i trampolinie (FIT)

### Skoki na ścieżce kobiet
- 1974 – N. Masloboitczikowa ( ZSRR)
- 1986 – Huan Ruifen ( Chiny)
- 1988 – Maria Dimowa ( Bułgaria)
- 1990 – Natalia Kadatowa ( ZSRR)
- 1992 – Chrystel Robert ( Francja)
- 1994 – Tatiana Paniwan ( Rosja)
- 1995 – Tatiana Paniwan ( Rosja)
- 1996 – Jelena Chabanenko ( Ukraina)
- 1997 – Kathryn Peberdy ( Wielka Brytania)
- 1998 – Natalia Rachmanowa ( Rosja)

### Skoki na ścieżce mężczyzn
- 1974 – J. Zikunow ( ZSRR)
- 1986 – I. Brikman ( ZSRR)
- 1988 – Feng Tao ( Chiny)
- 1990 – Andriej Garbusow ( ZSRR)
- 1992 – Aleksiej Kryżanowski ( WNP)
- 1994 – Aleksiej Kryżanowski ( Rosja)
- 1995 – Władimir Ignatenkow ( Rosja), Aleksiej Kryżanowski ( Rosja)
- 1996 – Władimir Ignatenkow ( Rosja)
- 1997 – Władimir Ignatenkow ( Rosja)
- 1998 – Aleksiej Kryżanowski ( Rosja)

### Skoki na trampolinie indywidualnie mężczyzn
- 1964 – Danny Millman ( Stany Zjednoczone)
- 1965 – George Irwin ( Stany Zjednoczone)
- 1966 – Wayne Miller ( Stany Zjednoczone)
- 1967 – Dave Jacobs ( Stany Zjednoczone)
- 1968 – Dave Jacobs ( Stany Zjednoczone)
- 1970 – Wayne Miller ( Stany Zjednoczone)
- 1972 – Paul Luxon ( Wielka Brytania)
- 1974 – Richard Tisson ( Francja)
- 1976 – Richard Tisson ( Francja), Jewgienij Janes ( ZSRR)
- 1978 – Jewgienij Janes ( ZSRR)
- 1980 – Stewart Matthews ( Wielka Brytania)
- 1982 – Carl Furrer ( Wielka Brytania)
- 1984 – Lionel Pioline ( Francja)
- 1986 – Lionel Pioline ( Francja)
- 1988 – Wadim Krasnoczapka ( ZSRR)
- 1990 – Aleksandr Moskalenko ( ZSRR)
- 1992 – Aleksandr Moskalenko ( WNP)
- 1994 – Aleksandr Moskalenko ( Rosja)
- 1996 – Dzmitryj Polaruch ( Białoruś)
- 1998 – German Knyczew ( Rosja)
- 1999 – Aleksandr Moskalenko ( Rosja)
- 2001 – Aleksandr Moskalenko ( Rosja)
- 2003 – Henrik Stehlik ( Niemcy)
- 2005 – Aleksander Rusakow ( Rosja)
- 2007 – Ye Shuai ( Japonia)

### Skoki synchroniczne na trampolinie mężczyzn
- 1965 – Gary Irwin, Frank Smith ( Stany Zjednoczone)
- 1966 – Wayne Miller, Dave Jacobs ( Stany Zjednoczone)
- 1967 – Hartmut Riehler, Kurt Treiter ( RFN)
- 1967 – Klaus Forster, Michael Budenberg ( RFN)
- 1970 – Don Waters, Gary Smith ( Stany Zjednoczone)
- 1972 – Paul Luxon, Robert Hughes ( Wielka Brytania)
- 1974 – Robert Nealy, Jim Cartledge ( Stany Zjednoczone)
- 1976 – Jewgienij Janes, Jewgienij Jakokowienko ( ZSRR)
- 1978 – Jewgienij Janes, Władimir Szadojew ( ZSRR)
- 1980 – Stewart Matthews, Carl Furrer ( Wielka Brytania)
- 1982 – Stuart Ransom, Mark Calderon ( Stany Zjednoczone)
- 1984 – Igor Bogaczew, Wadim Krasnoczapka ( ZSRR)
- 1986 – Igor Bogaczew, Wadim Krasnoczapka ( ZSRR)
- 1988 – Igor Bogaczew, Wadim Krasnoczapka ( ZSRR)
- 1990 – Dmitrij Poliaruch, Sergiej Nesstreliaj ( ZSRR)
- 1992 – Aleksander Danilczenko, Aleksandr Moskalenko ( WNP)
- 1994 – Aleksander Danilczenko, Aleksandr Moskalenko ( Rosja)
- 1996 – Stanisław Woronin, Andriej Kossow ( Rosja)
- 1998 – Emmanuel Durand, David Martin ( Francja)
- 1999 – German Knyczew, Aleksandr Moskalenko ( Rosja)
- 2001 – German Knyczew, Aleksandr Moskalenko ( Rosja)
- 2003 – Mikałaj Kazak, Dzmitryj Poljarusz ( Białoruś)
- 2005 – Uładzimir Kakoroko, Mikałaj Kazak ( Białoruś)
- 2007 – Tetsuya Sotomura, Yasuhiro Ueyama ( Japonia)

### Skoki na trampolinie drużynowo mężczyzn
- 1986 –  RFN
- 1988 –  ZSRR
- 1990 –  ZSRR
- 1992 –  WNP
- 1994 –  Białoruś
- 1996 –  Francja
- 1998 –  Rosja
- 1999 –  Rosja
- 2001 –  Rosja
- 2003 –  Niemcy
- 2005 –  Chiny
- 2007 –  Chiny

### Skoki na ścieżce indywidualnie mężczyzn
- 1965 – Frank Schmitz ( Stany Zjednoczone)
- 1966 – Frank Schmitz ( Stany Zjednoczone)
- 1976 – Jim Betz ( Stany Zjednoczone)
- 1978 – Jim Betz ( Stany Zjednoczone)
- 1980 – Kevin Eckberg ( Stany Zjednoczone)
- 1982 – Steve Elliott ( Stany Zjednoczone)
- 1984 – Steve Elliott ( Stany Zjednoczone)
- 1986 – Jerry Hardy ( Stany Zjednoczone)
- 1988 – Pascal Eouzan ( Francja)
- 1990 – Pascal Eouzan ( Francja)
- 1992 – Jon Beck ( Stany Zjednoczone)
- 1994 – Adrian Sienkiewicz ( Polska)
- 1996 – Rayshine Harris ( Stany Zjednoczone)
- 1998 – Lewon Petrosian ( Rosja)
- 1999 – Lewon Petrosian ( Rosja)
- 2001 – Denis Serdijukow ( Rosja)
- 2003 – Aleksiej Kryżanowski ( Rosja)
- 2005 – Wang Jiexu ( Chiny)
- 2007 – Andriej Kryłow ( Rosja)

### Skoki na ścieżce drużynowo mężczyzn
- 1990 –  Francja
- 1992 –  Stany Zjednoczone
- 1994 –  Stany Zjednoczone
- 1996 –  Rosja
- 1998 –  Rosja
- 1999 –  Rosja
- 2001 –  Rosja
- 2003 –  Bułgaria
- 2005 –  Chiny
- 2007 –  Rosja

### Double-mini indywidualnie mężczyzn
- 1976 – Ron Merriott ( Stany Zjednoczone)
- 1978 – Stuart Ransom ( Stany Zjednoczone)
- 1980 – Derrick Lotz ( Południowa Afryka)
- 1982 – Brett Austine ( Australia)
- 1984 – Brett Austine ( Australia)
- 1986 – Brett Austine ( Australia)
- 1988 – Adrian Wareham ( Australia)
- 1990 – Adrian Wareham ( Australia)
- 1992 – Jorge Pereira ( Portugalia)
- 1994 – Jorge Pereira ( Portugalia)
- 1996 – Chris Mitruk ( Kanada), Ji Wallace ( Australia)
- 1998 – Rodolfo Rangel ( Brazylia)
- 1999 – Chris Mitruk ( Kanada)
- 2001 – Nuno Lico ( Portugalia)
- 2003 – Aleksiej Iliczew ( Rosja)
- 2005 – Radostin Raczew ( Bułgaria)
- 2007 – Kirył Iwanow ( Rosja)

### Double-mini drużynowo mężczyzn
- 1986 –  Australia
- 1988 –  Stany Zjednoczone
- 1990 –  Australia
- 1992 –  Niemcy
- 1994 –  Niemcy
- 1996 –  Kanada
- 1998 –  Nowa Zelandia
- 1999 –  Stany Zjednoczone
- 2001 –  Portugalia
- 2003 –  Kanada
- 2005 –  Kanada
- 2007 –  Rosja

### Skoki na trampolinie indywidualnie kobiet
- 1964 – Judy Wills ( Stany Zjednoczone)
- 1965 – Judy Wills ( Stany Zjednoczone)
- 1966 – Judy Wills ( Stany Zjednoczone)
- 1967 – Judy Wills ( Stany Zjednoczone)
- 1968 – Judy Wills ( Stany Zjednoczone)
- 1970 – Renée Ransom ( Stany Zjednoczone)
- 1972 – Alexandra Nicholson ( Stany Zjednoczone)
- 1974 – Alexandra Nicholson ( Stany Zjednoczone)
- 1976 – Swietłana Lewina ( ZSRR)
- 1978 – Tatiana Anissimowa ( ZSRR)
- 1980 – Ruth Keller ( Szwajcaria)
- 1982 – Ruth Keller ( Szwajcaria)
- 1984 – Sue Shotton ( Wielka Brytania)
- 1986 – Tatiana Lużina ( ZSRR)
- 1988 – Russadan Czoperija ( ZSRR)
- 1990 – Jelena Merkulowa ( ZSRR)
- 1992 – Jelena Merkulowa ( WNP)
- 1994 – Irina Karawajewa ( Rosja)
- 1996 – Tatiana Kowalewa ( Rosja)
- 1998 – Irina Karawajewa ( Rosja)
- 1999 – Irina Karawajewa ( Rosja)
- 2001 – Anna Dogonadze-Lilkendey ( Niemcy)
- 2003 – Karen Cockburn ( Kanada)
- 2005 – Irina Karawajewa ( Rosja)
- 2007 – Irina Karawajewa ( Rosja)

### Skoki synchroniczne na trampolinie kobiet
- 1966 – Judy Wills, Nancy Smith ( Stany Zjednoczone)
- 1967 – Judy Wills, Nancy Smith ( Stany Zjednoczone)
- 1968 – Ute Czech, Agathe Jarosch ( RFN)
- 1970 – Jennifer Liebenberg, Lucia Odendaal ( Południowa Afryka)
- 1972 – Marilyn Stieg, Bobby Grant ( Stany Zjednoczone)
- 1974 – Ute Scheile, Petra Wenzel ( RFN)
- 1976 – Swietłana Lewina, Olga Starikowa ( ZSRR)
- 1978 – Ute Scheile, Ute Luxon ( RFN)
- 1980 – Gabriele Bahr, Beate Kruswicki ( RFN)
- 1982 – Jacqueline de Ruiter, Marjo vanDierman ( Holandia)
- 1984 – Kirsty McDonald, Sue Shotton ( Wielka Brytania)
- 1986 – Tatiana Luchina, Jelena Merkulowa ( ZSRR)
- 1988 – Russadan Choperija, Jelena Kolomets ( ZSRR)
- 1990 – Tatiana Luchina, Jelena Merkulowa ( ZSRR)
- 1992 – Andrea Holmes, Lorraine Lyon ( Wielka Brytania)
- 1994 – Hiltrud Röwe, Tina Ludwig ( Niemcy)
- 1996 – Oksana Szygulewa, Olena Mowczan ( Ukraina)
- 1998 – Anna Dogonadze-Lilkendey, Tina Ludwig ( Niemcy)
- 1999 – Oksana Szygulewa, Olena Mowczan ( Ukraina)
- 2001 – Oksana Szygulewa, Olena Mowczan ( Ukraina)
- 2003 – Halina Lebiedziewa, Tacciana Petrenia ( Białoruś)
- 2005 – Natalia Czernowa, Irina Karawajewa ( Rosja)
- 2007 – Karen Cockburn, Rosannagh MacLennan ( Kanada)

### Skoki na trampolinie drużynowo kobiet
- 1986 –  ZSRR
- 1988 –  ZSRR
- 1990 –  ZSRR
- 1992 –  Bułgaria
- 1994 –  Rosja
- 1996 –  Rosja
- 1998 –  Rosja
- 1999 –  Rosja
- 2001 –  Ukraina
- 2003 –  Rosja
- 2005 –  Chiny
- 2007 –  Chiny

### Skoki na ścieżce indywidualnie kobiet
- 1965 – Judy Wills ( Stany Zjednoczone)
- 1966 – Judy Wills ( Stany Zjednoczone)
- 1976 – Tracy Long ( Stany Zjednoczone)
- 1978 – Nancy Quattrochi ( Stany Zjednoczone)
- 1980 – Tracy Contour ( Stany Zjednoczone)
- 1982 – Jill Hollembeak ( Stany Zjednoczone)
- 1984 – Jill Hollembeak ( Stany Zjednoczone)
- 1986 – Jill Hollembeak ( Stany Zjednoczone)
- 1988 – Megan Cunningham ( Stany Zjednoczone)
- 1990 – Chrystel Robert ( Francja)
- 1992 – Chrystel Robert ( Francja)
- 1994 – Chrystel Robert ( Francja)
- 1996 – Chrystel Robert ( Francja)
- 1998 – Jelena Błujina ( Rosja)
- 1999 – Jelena Błujina ( Rosja)
- 2001 – Olena Chabanienko ( Ukraina)
- 2003 – Olena Chabanienko ( Ukraina)
- 2005 – Anna Korobiejnikowa ( Rosja)
- 2007 – Anna Korobiejnikowa ( Rosja)

### Skoki na ścieżce drużynowo kobiet
- 1990 –  Francja
- 1992 –  Francja
- 1996 –  Francja
- 1998 –  Rosja
- 1999 –  Rosja
- 2001 –  Rosja
- 2003 –  Wielka Brytania
- 2005 –  Rosja
- 2007 –  Stany Zjednoczone

### Double-mini indywidualnie kobiet
- 1976 – Leigh Hennessy ( Stany Zjednoczone)
- 1978 – Leigh Hennessy ( Stany Zjednoczone)
- 1980 – Beth Fairchild ( Stany Zjednoczone)
- 1982 – Christine Tough ( Kanada)
- 1984 – Gabi Dreier ( RFN)
- 1986 – Bettina Lehmann ( RFN)
- 1988 – Elizabeth Jensen ( Australia)
- 1990 – Lisa Neuman-Morris ( Australia)
- 1992 – Kylie Walker ( Nowa Zelandia)
- 1994 – Kylie Walker ( Nowa Zelandia)
- 1996 – Jennifer Sans ( Stany Zjednoczone)
- 1998 – Kylie Walker ( Nowa Zelandia)
- 1999 – Lisa Colussi-Mitruk ( Kanada)
- 2001 – Marina Murinowa ( Rosja)
- 2003 – Sarah Charles ( Kanada)
- 2005 – Silvia Saiote ( Portugalia)
- 2007 – Sarah Charles ( Kanada)

### Double-mini drużynowo kobiet
- 1986 –  RFN
- 1988 –  Australia
- 1990 –  Nowa Zelandia
- 1992 –  Nowa Zelandia
- 1994 –  Stany Zjednoczone
- 1996 –  Stany Zjednoczone
- 1998 –  Nowa Zelandia
- 1999 –  Portugalia
- 2001 –  Rosja
- 2003 –  Rosja
- 2005 –  Portugalia
- 2007 –  Rosja